# Gina Champion-Cain
Gina Champion-Cain (* 15. Februar 1965) ist eine US-amerikanische Geschäftsfrau und Betrügerin. 

## Leben
Sie wuchs in Ann Arbor, Michigan, auf und zog 1987 nach San Diego, Kalifornien. Sie studierte an der University of San Diego zunächst Rechtswissenschaft, wechselte zu Wirtschaftswissenschaften und schloss mit einem MBA ab. 
Sie war später Geschäftsführerin der Pateo-Group mit Restaurants, sie war Gründerin von American National Investments und Vorstandsmitglied der 2017 gegründeten Endeavor Bank mit Sitz in San Diego. Sie betrog Investoren um etwa 400 Millionen US-Dollar nach dem Ponzi-Schema mit einem Finanzierungsprogramm für Alkohol-Ausschankgenehmigungen. 
Am 22. Juli 2020 bekannte sie sich wegen Wertpapierbetrugs, Verschwörung und Behinderung der Justiz schuldig. Im Bezirksgericht von San Diego verurteilte der Richter Larry Alan Burns Champion-Cain am 31. März 2021 zu 15 Jahren Gefängnis – der Höchststrafe.